# الميثاق (فلم)
الميثاق (بالإنجليزية: The Covenant) هو فيلم رعب وإثارة أمريكي صدر سنة 2006، من إخراج ريني هارلن وبطولة ستيفن سترايت، تشيس كراوفورد، تايلور كيتش، سيباستيان ستان، توبي هيمنغواي، لورا رامسي وجيسيكا لوكاس. رغم رد المعجبين الإيجابي، إلا أن الفيلم يعد فشلا نقديا بتقييم 3% على موقع الطماطم الفاسدة.

## طاقم التمثيل
- ستيفن سترايت بدور كايليب دانفيرز.
- تايلور كيتش بدور بوغ باري.
- تشيس كراوفورد بدور تايلر سيمز.
- وبي هيمنغواي بدور ريد غاروين.
- سيباستيان ستان بدور تشايس كولينز.
- لورا رامسي بدور سارة وينمان.
- سارة سمايت بدور كيرا سنايدر.
- جيسيكا لوكاس بدور كايت تاني.
- كايل شميد بدور آرون آبوت.
- ويندي كروسون بدور إفالين دانفيرز.
- ستيفين ماكهيتي بدور ويليام دانفيرز الثالث.
- كينيث ويلش بدور العميد هيغينز.
- جون مكلارين بدور برودي بيكلين.

## القصة
بالنسبة لتلاميذ أكاديمية سبنسر، أبناء إيبسويتش هم أكثر الاولاد شقاوة، لكن ليس هذا فقط ما هم عليه. فالأصدقاء الاربعة يتشاركون سرا، إنهم مشعوذون منحدرين من مجموعة من سحرة من القرن السابع عشر. وعندما يظهر الابن الخامس الذي اختفى منذ زمن طويل ويهدد احبائهم، يدركون أنه يجب عليهم مواجهته من اجل منعه من سلب قواهم و كسر الميثاق للأبد.

## الاستقبال

### آراء النقاد
رغم إعجاب رواد السينما بالفيلم، إلا أنه انتقد بشدة من قبل النقاد، حيث تلقى تقييم 3% على موقع الطماطم الفاسدة ونتيجة 19 من مئة على موقع ميتاكريتيك.

### الميزانية والإيرادات
بلغت تكلفة إنتاج الفيلم حوالي 20 مليون دولار بينما حقق أرباحا تقدر بـ 37,597,471 دولار.

## روابط خارجية
- مقالات تستعمل روابط فنية بلا صلة مع ويكي بيانات